# Juillet 1884

## Événements
- Les prêtres mbona encouragent la révolte massingire en Afrique centrale portugaise.
- Les Britanniques s’installent à Berbera.

- 5 et 10 juillet : protectorat allemand sur la côte du Cameroun et au Togo : l’explorateur Nachtigal fait signer aux chefs locaux des traités de protectorat.

- 12 juillet : la France envoie un ultimatum à la Chine et exige le paiement d’indemnités de guerre.

- 22 juillet : Le Boucher devient le premier gouverneur civil de Nouvelle-Calédonie. L'archipel est dotée d’une administration civile. Du gouverneur général dépendent la Grande-Terre, l’île des Pins, les îles Loyauté ainsi que les îles Chesterfield, annexées par la France en 1878 pour le guano.

- 27 juillet, France : rétablissement du divorce, après adoption du projet de loi présenté par Alfred Naquet (député radical).
  - Ce retour aux "acquis" révolutionnaires (supprimés le 8 mai 1816) n'est pourtant pas total : le divorce par consentement mutuel n'est plus autorisé et seuls des motifs (relatifs à la notion de faute) sont pris en compte (peine infamante, adultère, sévices ou injures graves). Par contre, la séparation de corps est maintenue et subsiste le devoir de secours entre conjoints par octroi d'une pension alimentaire.

- 28 juillet : William Stevens Fielding devient premier ministre de la Nouvelle-Écosse, remplaçant William Thomas Pipes.

- 29 juillet : fondation à Londres de l’Imperial Federation League.

## Naissances
- 11 juillet :Emile Ronet à Paris, comédien français († 18 avril 1959).
- 12 juillet : Amedeo Modigliani, peintre et sculpteur italien († 24 janvier 1920).
- 14 juillet : Jacques Yahiel, résistant français de la Seconde Guerre mondiale († 28 août 1944).
- 23 juillet : Emil Jannings, acteur allemand († 3 janvier 1950).
- 25 juillet : Davidson Black, anthropologue.

## Décès
- 10 juillet : Karl Richard Lepsius, égyptologue allemand (° 1810).
- 30 juillet : Gustave Le Gray, photographe français (° 1820).